# Inga cordistipula
Inga cordistipula är en ärtväxtart som beskrevs av Carl Friedrich Philipp von Martius. Inga cordistipula ingår i släktet Inga och familjen ärtväxter. Inga underarter finns listade i Catalogue of Life.